# Tidens mått har fyllts till randen
Tidens mått har fyllts till randen är en adventspsalm med text skriven 1968 av Lars Thunberg och musik skriven 1970 av Ingmar Milveden. 

## Publicerad som
- Nr 425 i 1986 års psalmbok under rubriken "Advent".